# Murtaz Khurtsilava
Murtaz Khurtsilava (in georgiano მურთაზ ხურცილავა?; in russo Муртаз Калистратович Хурцилава?, Murtaz Kalistratovič Churcilava; Bandza, 5 gennaio 1943) è un allenatore di calcio ed ex calciatore sovietico, dal 1991 georgiano, di ruolo difensore.
In occasione del cinquantesimo anniversario dell'UEFA, fu eletto dalla propria federazione nazionale come Golden Player, ovvero miglior giocatore georgiano degli ultimi cinquant'anni.

## Caratteristiche tecniche
In gioventù giocò a centrocampo, ma venne successivamente spostato al ruolo di difensore centrale — posizione che mantenne per il resto della sua carriera — facendosi notare per il suo gioco corretto e per la sua abilità nel tiro dalla lunga distanza. Interpretò il proprio ruolo bilanciando fase difensiva e offensiva, fungendo spesso da appoggio agli attaccanti.

## Carriera

### Giocatore

#### Club
Scoperto da David Tsomaya durante un torneo scolastico giovanile a Tbilisi, fu messo sotto contratto nel 1961 dalla Dinamo Tbilisi. Rimase con tale società fino al 1975, vincendo il titolo sovietico nel 1964 e partecipando alle buone stagioni che la squadra effettuò nel torneo. Lasciò il club per chiudere la carriera nel Torpedo Kutaisi, nel 1976.

#### Nazionale
Giocò a lungo per la Nazionale dell'URSS, partecipando a cinque manifestazioni internazionali d'alto livello, tra cui due Mondiali (Inghilterra 1966 e Messico 1970) e due Europei (campionato d'Europa 1968 e campionato d'Europa 1972). Durante Monaco di Baviera 1972 si aggiudicò la medaglia di bronzo con la Nazionale olimpica. In tutto ha giocato 69 partite con la Nazionale sovietica, di cui tredici con la selezione olimpica e una non ufficiale (il 20 giugno 1967 contro una rappresentativa scandinava).

### Allenatore
Ricoprì il ruolo di vice allenatore e quello di tecnico vero e proprio, iniziando questa carriera nel 1977. Tra i suoi incarichi di rilievo  il biennio alla guida della Dinamo Tbilisi (dieci anni dopo la sua esperienza come assistente) e quello come commissario tecnico della Georgia under 21. Dal 2001 al 2003 fu vice di Aleksandr Chivadze alla guida della nazionale georgiana.

## Palmarès

### Giocatore

#### Club
- Campionato sovietico: 1

Dinamo Tbilisi: 1964

#### Nazionale
- Bronzo olimpico: 1

Melbourne 1972

#### Individuale
- Golden Player della Georgia (2004)